# Humanisme cristià
L'humanisme cristià considera els principis humanistes la dignitat humana universal, la llibertat individual i la importància de la felicitat com a components essencials i principals dels ensenyaments de Jesús. Va sorgir durant el Renaixement amb fortes arrels en el període patrístic.
Històricament, les forces majors que van donar forma al desenvolupament de l'humanisme cristià van ser la doctrina cristiana que Déu, en la persona de Jesús, es va convertir en humana amb l'objectiu de bescanviar la humanitat i la injunció perquè el col·lectiu humà participant (l'església) representés la vida de Crist. Moltes d'aquestes idees havien sorgit entre els patrístics i es convertirien en l'humanisme cristià a finals del segle xv, a través dels quals es podrien extreure els ideals de “raó universal, humanitat comuna, llibertat, personalitat, drets humans, emancipació humana i progrés, i de fet, la noció mateixa de secularitat (que descriu el saeculum actual conservat per Déu fins al retorn de Crist) és literalment impensable sense les seves arrels humanistes cristianes." Tot i que hi ha una associació comuna de l'humanisme amb l'agnosticisme i l'ateisme a la cultura popular, aquesta associació es va desenvolupar al segle XX i existeixen formes no humanistes d'agnosticisme i ateisme.

## Definicions
El factor distintiu inicial entre l'humanisme cristià i altres varietats de l'humanisme és que els humanistes cristians no només van debatre temes religiosos o teològics en algunes o totes les seves obres (com van fer tots els humanistes del Renaixement), sinó que segons Charles Nauert:
“ van establir una connexió entre el seu ensenyament humanista i la seva beca sobre llengües i literatura clàssiques, d'una banda, i d'altra banda, el seu estudi del cristianisme antic, inclosos la Bíblia i els pares de l'Església... Encara més important, van associar els seus erudits (clàssica a més bíblica i patrística) amb la determinació de provocar una renovació espiritual i una reforma institucional de la societat cristiana. Aquesta connexió entre els seus esforços erudits i el seu anhel de renovació espiritual i institucional és la característica específica que distingeix els "humanistes cristians" com a grup d'humanistes que acabava de tornar-se religiós "

## Història

### Renaixement

#### Orígens
L'humanisme cristià originat cap al final del segle xv amb les primeres obres de figures com Jakob Wimpfeling, John Colet, i Thomas Més i passaria a dominar gran part del pensament durant la primera meitat del segle xvi amb l'aparició d'importants personatges influents, intel·lectuals renaixentistes i humanistes com Jacques Lefèvre d'Étaples i sobretot Erasme de Rotterdam, qui esdevindria l'erudit més gran del Renaixement del nord. Aquests estudiosos van utilitzar gran part del seu treball intel·lectual per reformar l'església i reviure la vida espiritual mitjançant l'educació humanista i van ser molt crítics amb la corrupció que van veure a l'Església i a la vida eclesiàstica. Combinarien la moral dels grans filòsofs precristians, com Ciceró i Sèneca, amb interpretacions cristianes derivades de l'estudi de la Bíblia i dels Pares de l'Església.

#### Jakob Wimpfeling
Tot i que els primers humanistes no es van inclinar, amb la seva tasca intel·lectual, cap a la reforma de l'església i reviure la vida espiritual mitjançant l'educació humanista, els primers signes i pràctics pioners d'aquesta idea van sorgir amb Jakob Wimpfeling (1450-1528), un teòleg humanista i renaixentista. Wimpfeling va ser molt crític amb el mecenatge eclesiàstic i va criticar la corrupció moral de molts clergues, no obstant això, la seva timidesa li va impedir de convertir la seva obra de discurs en acció per por de la controvèrsia. Mostrava interès per la lectura de molts dels clàssics dels escrits de l'antiguitat clàssica però temia introduir-los al cristianisme i pretenia utilitzar les obres dels Pares de l'Església llatina i d'uns quants poetes cristians de l'Imperi Romà tardà cap a crear una nova forma d'educació que proporcionés als líders de l'església educats en la religió cristiana, autors destacats de l'Església i uns quants escrits clàssics importants i, per tant, milloren la condició de la cristiandat.

#### John Colet

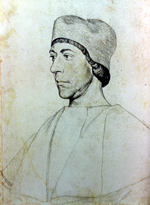
Retrat de John Colet

John Colet (1467-1519) va ser una altra figura important de l'humanisme cristià primerenc, amb una influència cultural molt més gran que el seu antic contemporani, Jakob Wimpfeling. Atret per filòsofs neoplatònics com Marsilio Ficino i Pico della Mirandola i desenvolupant una estimació pels mètodes humanistes d'anàlisi de textos i desenvolupament d'idees i principis detallats sobre aquests, va utilitzar aquest mètode humanista i va començar a donar-li aplicacions bíbliques a les epístoles de Pau l'Apòstol. El 1505, va doctorar-se en teologia, i després es va convertir en degà a la catedral de Sant Pau. A partir d'aquell moment, va utilitzar la seva fortuna per fundar a prop de la catedral, l'escola St. Pau per a nois. L'escola era humanista, tant en l'ensenyament del llatí i la preparació moral dels seus estudiants, com en la seva contractació d'humanistes destacats per recomanar-los i compondre nous llibres de text. S'educava sobre la base dels millors autors cristians, així com a textos pagans (sobretot Ciceró i Virgili), però la seva resignació a l'ensenyament d'altres textos clàssics va ser considerada antihumanista i va ser revertida ràpidament pels caps de les escoles. Després de la seva mort, la seva escola a St. Pau es convertí en una figura influent humanística. Va ser molt crític amb molts líders de l'església. Colet no va reconèixer la importància de dominar el grec a l'hora d'aplicar mètodes humanístics a textos bíblics, la qual cosa seria la força més gran de l'obra d'Erasmus.

#### Jacques Lefèvre d'Étaples
Jacques Lefèvre d'Étaples (1453-1536) va ser, al costat d'Erasme, el primer dels grans humanistes cristians que va veure la importància d'integrar l'aprenentatge cristià, tant en els escrits bíblics com en els patrístics i en les bíbliques, amb molts dels millors èxits intel·lectuals de les civilitzacions antigues i pensament clàssic. Es va educar a la Universitat de París i va començar a estudiar grec sota George Hermonymus pel seu interès pels canvis culturals contemporanis a Itàlia. Ell va ensenyar humanitats com Paris i, entre els seus primers treballs acadèmics, estava escrivint una introducció a la Metafísica d'Aristòtil. Va escriure moltes altres obres sobre Aristòtil i va promoure l'ús de traduccions directes de l'obra d'Aristòtil del grec original en lloc de les traduccions llatines medievals que existien llavors. El seus interessos van començar a dirigir-se cap als Pares de l'Església grega, qui personalment considerava fonts capaces de la pedagogia de la vida espiritual de l'escolàstica medieval, i el seu objectiu va ser ajudar a tornar a impulsar la vida espiritual a Europa, retirant-se el 1508 per centrar-se precisament en això. Va començar a publicar diversos textos llatins de llibres bíblics com els Psalms i les epístoles paulines i tenia la intenció d'estudiar les variacions textuals entre els manuscrits supervivents. Segons Nauert, aquestes "publicacions bíbliques constitueixen la primera gran manifestació de l'humanisme cristià que va dominar no només el pensament humanista francès, sinó també alemany, holandès i anglès durant la primera meitat del segle XVI".

#### Erasmus

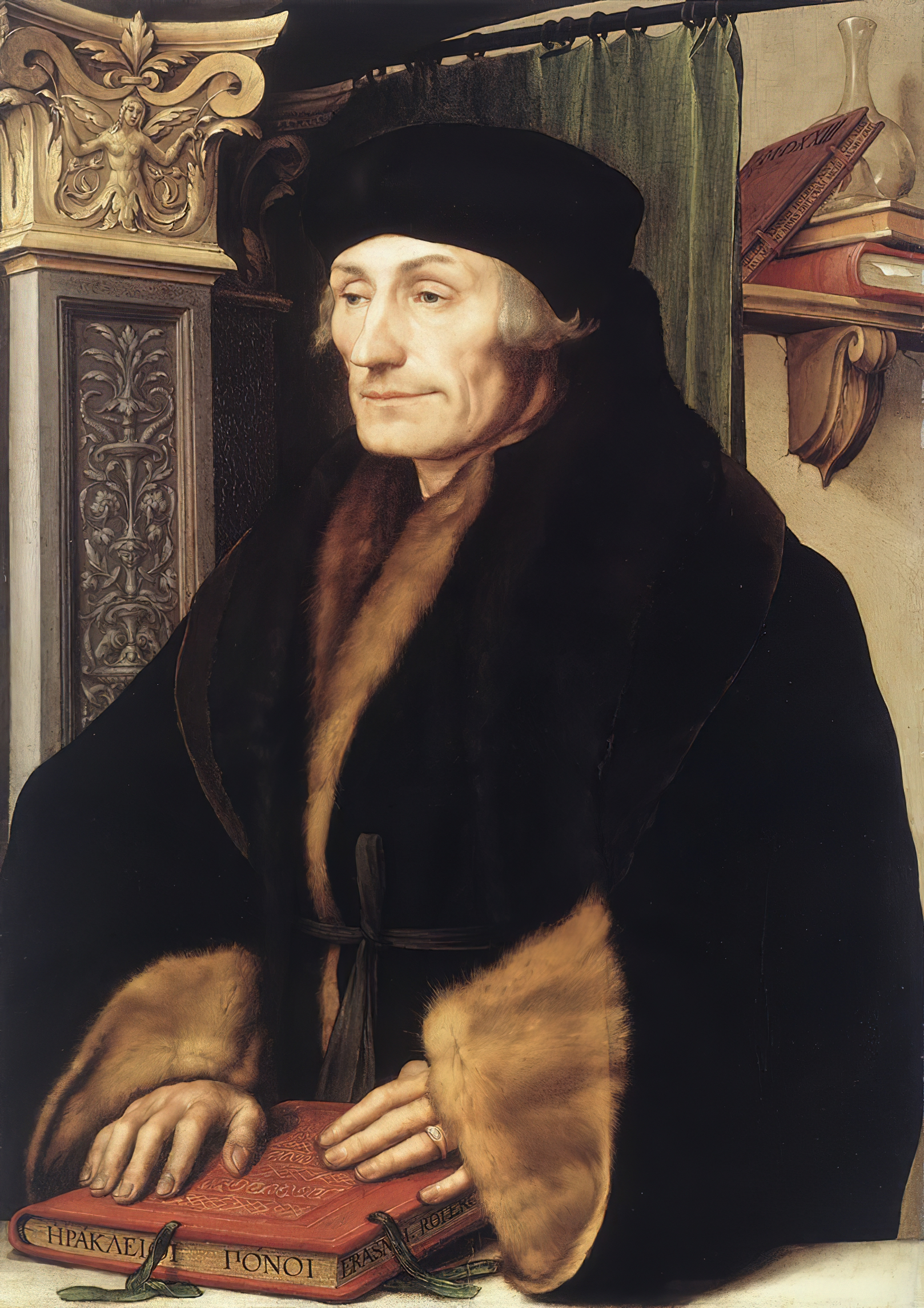
Retrat de Desiderius Erasmus de Rotterdam

Erasme (1466-1536) va ser el gran erudit del renaixement del nord i el més profund influent humanista cristià de la història, convertint-se en la figura més famosa d'aquest a Europa. Un dels components definitoris del seu èxit intel·lectual va ser el domini del grec. Durant el desembre del 1500, mentre es trobava a Anglaterra, havia escrit en una carta exposant que la seva principal motivació per tornar al continent era continuar estudiant grec i dominar-lo ràpidament sense un tutor i accedir a només un petit nombre de textos grecs. El 1505, va traduir Hècuba d'Eurípides i, el 1506, va traduir Ifigènia, a Áulide també, d'Eurípides ambdues publicades el 1506. Erasmus va escriure que la seva motivació per crear aquestes traduccions era restaurar la "ciència de la teologia", la qual havia perdut la seva gran condició a causa dels escolàstics medievals. Dos anys abans, havia escrit que anava a invertir tota la seva vida en l'estudi de les escriptures a través de la seva obra grega:
“Des d'ara pretenc adreçar-me a les Escriptures i passar tota la resta de la meva vida sobre elles. Fa tres anys, efectivament, em vaig atrevir a fer alguna cosa sobre l'Epístola de Pau als romans ... i hauria continuat, però per a algunes distraccions de les quals el més important era que necessitava el grec en cada moment. Per això, durant els últims tres anys, he estat completament absorbit pels grecs; i no crec que s'hagin malgastat els meus esforços.”
Havia publicat el seu Manual de cavaller cristià (Enchiridion militis christiani) el 1503, escrivint sobre la seva nova orientació intel·lectual cap a la filosofia de Crist, sense obtenir gaire popularitat. Però, quan es va publicar per si mateixa el 1515, es va fer increïblement popular entre 29 edicions llatines entre 1519-1523 i es va traduir a l'anglès, l'holandès, l'alemany, el francès i l'espanyol. "El secret del seu espectacular èxit popular va ser la combinació de tres elements: èmfasi en l'experiència espiritual personal en lloc de cerimònies externes, crítica sincera de molts clergues per la corrupció moral ... I insistència que la veritable religió s'ha d'expressar en una vida moralment vertical més aviat. que en una observació punyent dels trastorns externs de la religió". El títol, Enchiridion, podia significar tant "punyal" com "manual", per tant, tenia un doble significat implicant el seu ús com a arma en la guerra espiritual. La popularitat d'Erasmus i la seva obra es va veure encara més amplificada per l'èxit de les seves obres literàries com L'elogi de la gentilitat, publicada el 1511 i Col·loquis, publicada el 1518. També va obtenir un èxit increïble com a erudit textual, interpretant, traduint. i editant nombrosos textos de clàssics grecs i romans, dels pares de l'Església i de la Bíblia. Aquest èxit textual va començar quan va descobrir i publicar les Anotacions de Lorenzo Valla sobre el Nou Testament el 1504-1505 i, en un sol any, el 1516, va publicar la primera edició grega del Nou Testament, una edició de les obres del filòsof romà Sèneca i una edició de quatre volums de les cartes de Sant Jeroni. Les seves crítiques a molts clergues i injustícies van ser àmpliament conegudes i àmpliament reconegudes durant les dècades posteriors, i va aconseguir fundar un veritable i completament humanisme cristià.

## Crítica
Alguns humanistes destacats rebutgen la validesa de termes com "humanisme cristià". Andrew Copson es refereix a l'humanisme cristià com a "terme híbrid ... que alguns de procedència cristiana han intentat posar en moneda". Copson sosté que els intents d'aplicar adjectius religiosos com el cristià a la postura vital de l'humanisme són incoherents, dient que aquests han "conduït a una varietat de demandes dels que s'identifiquen amb altres tradicions religioses, culturalment o en conviccions, que ells també poden reclamar un" humanisme". El suggeriment que ha seguit que l'humanisme "és una cosa que hi ha de dos tipus," humanisme religiós "i" humanisme secular", ha començat a enfangar seriosament l'aigua conceptual."